# Wapen van Langezwaag

Wapen van Langezwaag

Het wapen van Langezwaag is het dorpswapen van het Nederlandse dorp Langezwaag, in de Friese gemeente Opsterland. Het wapen werd in 2000 geregistreerd.

## Beschrijving
De blazoenering van het wapen luidt als volgt:
In groen drie zilveren schuinbalken; op een rood hartschild een uitgerukte zilveren boom, het hartschild vergezeld van drie rode klaverbladen, geplaatst in de bovenhoeken en de schildpunt.
De heraldische kleuren zijn: sinopel (groen), zilver (zilver) en keel (rood).

## Symboliek
- Groene en zilveren schuinbalken: beeldt de ligging van de percelen uit rond het dorp welke zuidwest-noordoost georiënteerd zijn.[2]

Rood hartschild: staat voor de kern van Langezwaag, "Het Hou" bij de plaatselijke kerk.
- Zilveren boom: verwijst naar het aanplanten van bomen in dorpskernen.[2]
- Rode klaverbladen: symbool voor de drie buurtschappen rond Langezwaag: Singsang, Wijngaarden en Jonkersland (sinds 1988 een zelfstandig dorp).[3]